# Грамайс
Грамайс (нім. Gramais) —  громада округу Ройтте у землі Тіроль, Австрія.
Грамайс лежить на висоті 1321 м над рівнем моря і займає площу 32,4 км². Громада налічує 54 мешканців.
Густота населення 2/км².
|                                  |
| Грамайс на мапі округу та землі. |

 Адреса управління громади: Nr. 16, 6650 Gramais.